# Frenesia missa
Frenesia missa là một loài Trichoptera trong họ Limnephilidae. Chúng phân bố ở miền Tân bắc.